# Algirdas Milleris
Algirdas J. Milleris (* 9. Dezember 1932 in Bartninkai/Litauen; † 13. Februar 2023 in Aachen) war ein litauisch-deutscher Fotokünstler.

## Leben und Wirken
Milleris absolvierte nach seinem Umzug in den Westen an der Hamburger Fachhochschule für Fotografie eine Ausbildung zum Berufsfotografen. Seit 1975 arbeitete er als freiberuflicher Fotograf mit dem Schwerpunkt der Industrie- und Architekturfotografie und war als solcher an zahlreichen Projekten und Dokumentationen beteiligt. Dabei bevorzugte er in der Mehrheit die Schwarz-Weiß-Fotografie, weil er dadurch vor allem seine Industrieobjekte ohne farbliche und gleißende Ablenkung in eine sanfte bis diffuse Stimmung versetzen konnte.
Nach seinem Zuzug nach Aachen dokumentierte er beispielsweise für ein Aachener Architekturbüro bildnerisch die Entstehungsphasen des Universitätsklinikums Aachen. Im Jahr 1980 stellte er gemeinsam mit einem Kollegen im Auftrag des Archäologischen Instituts in Syrien eine farbige Diapanoramaschau historischer Ruinenfunde und Kultur zusammen, die später als Wanderausstellung durch die Welt ging und 2016 in Aachen präsentiert wurde. Ebenso dokumentierte er in zahlreichen Bildern den Verlauf und die einzelnen Objekte des Atlantikwalls sowie deren aktuellen Zustand. Des Weiteren begab er sich auf die Spuren der stillgelegten Tuchindustrie von Verviers und dokumentierte die Sanierung des Aachener Rathauses.
Anlässlich der Flüchtlingskrise in Europa 2015/2016 nahm sich Milleris der Menschen mit Migrationshintergrund an. Er präsentierte mit zahlreichen Schwarz-Weiß-Porträts in Ostbelgien und Aachen angekommene Flüchtlinge und dokumentierte die Art und den Fortschritt ihrer Integration in der neuen Heimat.
Einen Schwerpunkt seiner fotografischen Zusammenstellungen bilden jedoch mehrere Bildbände über den Betrieb und die Stilllegung der Grube Anna in Alsdorf sowie ihre Abwicklung zum Industriedenkmal und Museum.
In seinen letzten Jahren beschäftigte sich Milleris vornehmlich mit den Werken von Ludwig Schaffrath, im Besonderen mit dessen Entwurf und den Entwicklungen beim Bau der Barbarakapelle am Energeticon in Alsdorf.
Am 13. Februar 2023 starb Milleris im Alter von 90 Jahren und fand seine letzte Ruhestätte auf dem Aachener Westfriedhof.

## Ausstellungen (Auswahl)
- 2000: Bunker – Fotografien vom Atlantikwall, Ludwig Forum für Internationale Kunst, Aachen
- 2004: Einblicke – Auf den Spuren der Vervierser Textilindustrie, Centre Touristique de la Laine et de la Mode, Verviers
- 2010: Underground, Galerie von der Milwe, Aachen
- 2014–2015: Schwarz-weiss Industriefotografie, Gemeinschaftsausstellung, WHU Campus, Düsseldorf[7]
- 2015: Flüchten und Ankommen, BRF-Funkhaus, Eupen
- 2016: Syrien – Spuren einer Kultur, Galerie von der Milwe, Aachen
- 2017: ANNA. Bergbau reloaded, Galerie Stadtbücherei Alsdorf
- 2017: Schaffrath und die Barbarakapelle, Schaffrathhaus, Alsdorf[8]
- 2021: Architektur: Konstruktion/Dekonstruktion, Gemeinschaftsausstellung, Kreuzgang im Aukloster, Monschau, anlässlich des Fotografie-Festivals 2021

## Schriften (Auswahl)
- Syrien – Bilder einer Reise, Katalog zur Ausstellung „Syrien – Land des Baal“, Texte Frank Berard, 1981
- Aachen, Architektur einer Stadt – fotografische und baugeschichtliche Anmerkungen, Bildband, Texte Herbert Mathissen, Verlag Mayer, Aachen 1992, ISBN 978-3-87519-121-9
- Schirmfabrik Brauer Co. – Ludwig Forum für Internationale Kunst Aachen. Bestand und Wandel, Bildband, Texte Eike Jakob Schütz, Schmidt Verlag, Neustadt an der Aisch 1992, ISBN 3-87707-463-4
- Anna – ein letzter Blick, Bildband, Texte Harald Richter, Bergbaumuseum Wurmrevier e. V. (Hrsg.), Alsdorf 1992
- Anna – letzte Arbeiten. Bildband, Texte Harald Richter, Bergbaumuseum Wurmrevier e. v.(Hrsg.), Alsdorf 1996
- Anna – zwischen den Zeiten, Bildband, Texte: Harald Richter, Bergbaumuseum Wurmrevier e. V. (Hrsg.), Alsdorf 1997, ISBN 3-87707-514-2
- Bunker – Gedenkbilder eines Mythos, Bildband, Texte Anni Périssel, Schmidt Verlag, Neustadt an der Aisch 1999, ISBN 978-3-87707-541-8
- Die schwarze Barbara – eine Kapelle für die Schutzpatronin des Aachener Reviers, Bildband, Texte: Stefan Schaum, Eva Pasche und Dirk Tölke, Barbarabruderschaft (Hrsg.), Alsdorf 2015